# Lonlay-l’Abbaye
Lonlay-l’Abbaye – miejscowość i gmina we Francji, w regionie Normandia, w departamencie Orne.
Według danych na rok 1990 gminę zamieszkiwało 1256 osób, a gęstość zaludnienia wynosiła 24 osoby/km² (wśród 1815 gmin Dolnej Normandii Lonlay-l’Abbaye plasuje się na 181. miejscu pod względem liczby ludności, natomiast pod względem powierzchni na miejscu 5.).